# Helen Andelin
Helen Berry Andelin (Mesa, Arizona, 22 de maig de 1920 – Pierce City, Missouri, 7 de juny del 2009) fou la fundadora del Moviment de Feminitat Fascinant que es va originar a partir dels cursos per a dones casades que ella mateixa impartia a principis de 1960. Ha estat una figura polèmica entre els moviments feministes degut al seu recolzament dels valors i rols tradicionals dins del matrimoni.

## Biografia

### Primers anys
Helen va néixer l'any 1920, filla del Dr. Herbert i d'Anna May Berry, fou la més jove de set fills educats i criats en la religió mormona. Es va graduar al Phoenix Union High School i va assistir a la Universitat Brigham Young, on va acabar el grau en Economia Domèstica.

### Familia
A la Universitat Brigham Young, va conèixer a Aubrey Passey Andelin amb qui es va casar, aquest era fill d'Aubrey Olof i Gladys Passey Andelin. Aubrey es va graduar a l'Escola d'Odontologia de la Universitat del Sud de Califòrnia i fou odontòleg a Califòrnia durant molts anys. Helen i el seu marit van ser els pares de vuit fills, quatre nois i quatre noies, alguns dels quals van esdevenir professionals reconeguts en els seus camps.. Els seus fills inclouen diversos personatges coneguts en els seus propis camps.

### Feminitat Fascinant
Helen Andelin va escriure el llibre Feminitat Fascinant el 1963, fruit de les classes d'enriquiment del matrimoni que ella impartia a Califòrnia. Va crear la seva editorial Pacific Press amb el seu marit i va vendre les primeres còpies del seu llibre que al llarg del temps ha arribat a vendre milions d'exemplars. Va basar les classes i el seu llibre en una sèrie de fullets que es van publicar en els anys 1920 i 1930 i en la Biblia. El seu moviment va començar amb grups petits dins de l'església local i va arribar a liderar una organització educativa que actuava a tot el territori dels Estats Units.
La ideologia dels seus seminaris i del seu llibre és un retorn als valors tradicionals, animant les dones a no tenir carreres i esdevenir, al seu lloc bones mares i mestresses de casa i esposes obedients.